# Yannick Noah
Yannick Noah, francoski tenisač in pevec, * 18. maj 1960, Sedan, Francija.
Yannick Noah je nekdanja številka tri na moški teniški lestvici in zmagovalec enega posamičnega turnirja za Grand Slam. Uspeh kariere je dosegel z zmago na turnirju za Odprto prvenstvo Francije leta 1983, ko je v finalu premagal Matsa Wilanderja v treh nizih. Na turnirjih za Odprto prvenstvo Avstralije se mu je najdlje uspelo uvrstiti v polfinale leta 1990, na turnirjih za Odprto prvenstvo ZDA v četrtfinale v letih 1983, 1985 in 1989, na turnirjih za Odprto prvenstvo Anglije pa v tretji krog v letih 1979 in 1985. Najvišjo uvrstitev na moški teniški lestvici je dosegel s tretjim mestom, ki ga je zasedal 7. julija 1986. Leta 2005 je bil sprejet v Mednarodni teniški hram slavnih.

## Posamični finali Grand Slamov (1)

### Zmage (1)
| Leto | Turnir                    | Nasprotnik v finalu | Rezultat finala    |
| 1983 | Odprto prvenstvo Francije | Mats Wilander       | 6–2, 7–5, 7–6(7–3) |

## Diskografija
- 1990 Saga Africa
- 1991 Black & What
- 1993 Urban Tribu
- 1998 Zam Zam
- 2000 Yannick Noah
- 2003 Pokhara
- 2005 Métisse
- 2006 Charango
- 2010 Frontières
- 2012 Hommage
- 2014 Combats ordinaires